# Palmorchis sobralioides
Palmorchis sobralioides es una especie de orquídea de hábitos terrestres  originaria de Sudamérica.  

## Descripción
Es una orquídea de tamaño pequeño, con un hábito terrestre.

## Distribución
Se encuentra en Ecuador y Brasil como un tamaño pequeño, de crecimiento terrestre caliente

## Taxonomía
Palmorchis sobralioides fue descrita por João Barbosa Rodrigues   y publicado en Genera et Species Orchidearum Novarum 1: 170. 1877.
Etimología
Palmorchis nombre genérico que viene del griego Palmae = "palma", y Orchis = "orquídea", donde se refiere a la multiplicación vegetativa por la similitud de este género de orquídeas con estas plantas.
sobralioides: epíteto latíno que significa "similar a Sobralia". 
Sinonimia
- Neobartlettia sobralioides (Barb.Rodr.) Schltr.
- Sobralia rodriguesii Cogn.[1][3][4]